# Menia Bentele
Menia Bentele (* 26. November 2001 in Basel) ist eine Schweizer Beachvolleyballspielerin.

## Karriere
Mit ihren Standardpartnerinnen Anna Lutz und Shana Zobrist erreichte Menia Bentele jeweils neunte Plätze bei Jugend- und Juniorenmeisterschaften. Wesentlich besser lief es für die gebürtige Immenstädterin mit Spielerinnen, mit denen sie nur ein einziges Turnier zusammen bestritt. So wurde sie mit Annik Stähli 2020 Vizeeuropameisterin der unter Zwanzigjährigen in Brno und belegte ein Jahr später mit Leona Kernen den dritten Rang bei der U21-Weltmeisterschaft in Phuket.
Im August 2022 entschied sich Anouk Vergé-Dépré, die nach der Verletzung von Joana Heidrich bei der WM in Rom ohne Partnerin dastand, mit Menia Bentele bei der Europameisterschaft in München anzutreten. Die beiden Schweizerinnen bezwangen in den Gruppenspielen zunächst die Zwillingsschwestern Inna und Iryna Machno aus der Ukraine und anschliessend das österreichische Duo Katharina Schützenhöfer und Lena Plesiutschnig. Im Achtelfinal wurden die Spanierinnen Paula Soria und Sofía González besiegt, auf dem Weg in den Halbfinal bildeten jedoch die späteren Bronzemedaillengewinnerinnen Katja Stam und Raïsa Schoon eine zu hohe Hürde. So belegten Menia Bentele und Anouk Vergé-Dépré in der Endabrechnung der EM den geteilten fünften Rang.